# 格蘭特鎮區 (朱厄爾縣)
格蘭特鎮區（英語：Grant Township）為位在美國堪薩斯州朱厄爾縣的鎮區。2010年美国人口普查中該鎮區人口有177人。

## 地理
格蘭特鎮區涵蓋面積92.83平方（35.84平方英里）。

### 鄰近鎮區
- 朱厄爾縣
  - 辛克萊爾鎮區（北）
  - 維克斯堡鎮區（南）
  - 布法羅鎮區（西南）
  - 華盛頓鎮區（西）
  - 里奇蘭鎮區（西北）

- 里帕布利克縣
  - 懷特羅克鎮區（東北）
  - 科特蘭鎮區（東）
  - 比佛鎮區（東南）

### 墓園
此鎮區僅有1座墓園：巴爾奇墓園（Balch Cemetery）。

### 主要公路
- 36号美国国道

## 外部連結
- U.S. Board on Geographic Names (GNIS) （页面存档备份，存于）
- United States Census Bureau cartographic boundary files
- US-Counties.com
- City-Data.com （页面存档备份，存于）